# Museo San Giovanni de' Fiorentini
Il Museo di arte sacra San Giovanni de' Fiorentini è un museo di arte sacra e si trova nel centro storico di Roma, in via Acciaioli 2.

## Origine
La basilica di San Giovanni Battista dei Fiorentini ha acquisito nel corso dei secoli opere di pregio assoluto, tutte inserite in un contesto storico e artistico coerente. Con la crescita della comunità fiorentina in Roma, la chiesa si è poi circondata di ambienti atti a svolgere un'attività religiosa e sociale costante, ambienti come l'oratorio di Sant'Orsola della Pietà e l'Ospedale della Natione. Con l'arrivo della monarchia e del regime fascista, che inaugurarono una stagione di imponenti sventramenti urbanistici, l'oratorio e l'ospedale vennero abbattuti verso la fine del XIX e degli inizi del XX secolo, le opere d'arte furono depositate in diverse strutture e alcune furono ospitate nella chiesa.
Il Museo odierno è stato ideato per permettere una degna sistemazione di queste opere, con l'intento di preservarle e renderle accessibili al pubblico, e insieme di ricostruire e conservare la memoria dell'evoluzione artistica sociale e devozionale del quartiere rinascimentale e barocco di Roma.

## Struttura
Il Museo, dedicato all'arte sacra, venne inaugurato nel 2001 al termine di tre anni di lavori. Il progetto, ha previsto la ristrutturazione di locali prestigiosi e nascosti - come il sottotetto della navata destra della chiesa - e ha rappresentato la prima struttura museale nata dopo l'istituzione del Polo museale romano. È stata così creata una struttura moderna e versatile nel pieno rispetto della struttura antica. Il Museo è strutturato in una sequenza di sale in una configurazione da galleria, portate a uguale livello grazie a un sistema di solai rivestiti da una pavimentazione in legno. Per la copertura si è deciso di lasciare in vista le capriate lignee originali della navata, permettendo la naturale illuminazione degli ambienti per mezzo di lucernari.
La struttura è raggiungibile dalla chiesa e dall'ingresso indipendente del Palazzo dell'Arciconfraternita della Pietà dei Fiorentini.

## Impianti
La struttura si è nel corso degli anni dotata degli strumenti necessari a una fruizione e un utilizzo adeguato e versatile degli spazi. Il Museo è oggi dotato di un sistema di videosorveglianza a circuito chiuso, di un sistema di ventilazione e riscaldamento, di un sistema di illuminazione artificiale composto di faretti direzionali e ambientali, di un impianto audio per conferenze, di un impianto video per proiezioni.

## Restauri
La collezione del Museo si compone di quarantotto opere in esposizione e di venti opere in deposito. Di tali opere le principali hanno beneficiato di un accurato restauro svolto grazie al contributo di studiosi come Lidya Saraca Colonnelli e Claudio Strinati e restauratori quali Rossano Pizzinelli, restauri che, al pari del parallelo lavoro di ricerca, hanno portato a inedite ed eccezionali scoperte.
Durante il restauro e messa in opera dei busti di Antonio Coppola e Antonio Cepparello sono stati ritrovati i documenti originali che attribuiscono senza ombra di dubbio tali opere alla mano di Giovan Lorenzo Bernini, del quale rappresentano l'evidente passaggio dalla produzione giovanile alla maturità artistica. Nel restauro del quadro La predicazione del Battista del Raffaellino, sono stati rintracciati gli studi su tela relativi ad una precedente stesura dell'opera. Totalmente rivelata dal restauro la Madonna assisa in affresco attribuito a Girolamo Siciolante da Sermoneta o - più propriamente - a Daniele da Volterra, precedentemente coperta in toto da una ridipintura di fine ottocento.
Il lavoro più impegnativo è stato senza dubbio il restauro del San Giovannino, vero simbolo del Museo, che trova qui nuovamente l'attribuzione al giovane Michelangelo Buonarroti e nuova identità sulla base disegnata dallo scultore Gino Giannetti. Altresì importante il recupero del lavoro del prematuramente scomparso Pierino da Vinci - il più promettente fra i seguaci di Michelangelo - di cui persistono rare ed eccezionali opere.

## Collezione

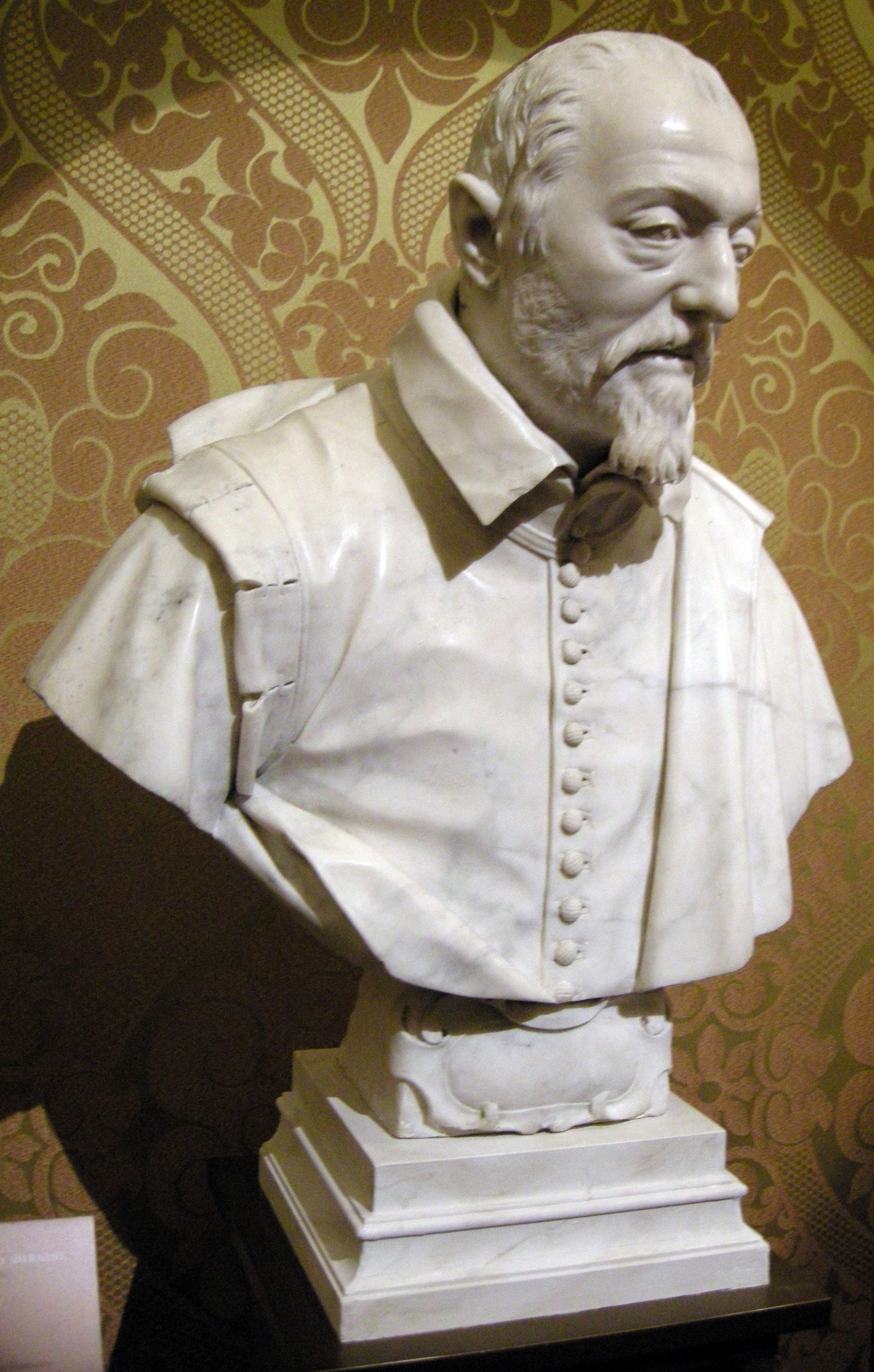
Il busto di Bernini

La collezione del museo comprende 48 opere in esposizione e 20 in deposito: 
- statua marmorea di San Giovanni Battista, di Michelangelo Buonarroti;
- ovale marmoreo di Madonna con Bambino e Sant'Anna, di Pierino da Vinci;
- busto marmoreo di Antonio Cepparello, di Giovan Lorenzo Bernini;
- busto marmoreo di Antonio Coppola, di Giovan Lorenzo Bernini;
- busto marmoreo di Pier Cambi, di Pompeo Ferrucci;
- Crocifisso bronzeo di Giovan Lorenzo Bernini e Ercole Ferrata;
- affresco di Madonna assisa con Bambino, di Federico Zuccari;
- dipinto a olio de La predicazione del Battista di Giovanni Maria Bottalla detto Raffaellino;
- campana bronzea inglese di Magister Petrus, XII secolo;
- dipinto ad olio di Madonna con Bambino, attribuito a Girolamo Pompeo Batoni e bottega;
- grande ostensorio argento di Luigi Valadier, seconda metà XVIII secolo;
- parete architettonica in legno per tabernacolo, prima metà XVII secolo;
- dipinto a olio di San Filippo Neri e San Carlo Borromeo, XVII secolo;
- reliquiario in argento e bronzo dorato del piede di Santa Maria Maddalena, base attribuita a Benvenuto Cellini, piede di argentiere romano del XVII secolo;
- una selezione di reliquiari a braccio, urna, busto, dal XVI al XIX secolo;
- una selezione di ostensori policromi polimaterici dal XVII al XIX secolo;
- icona con crocifissione, XIX secolo, dono di Giulio Andreotti.

## Attività
Il museo ospita inoltre diverse attività culturali, come concerti, conferenze ed esposizioni temporanee, in collaborazione con altre istituzioni pubbliche e private. Parallelamente prosegue la ricerca per l'individuazione di altre opere originariamente appartenenti alla collezione e disperse in altre strutture del centro storico. Si prevede inoltre l'ampliamento del museo negli spazi consimili del sottotetto della navata sinistra, a contatto con l'Archivio storico dell'Arciconfraternita dei Fiorentini.
Data la sua vocazione di preservazione e promozione di cultura, il Museo si propone quale organizzatore e partner di eventi culturali di ampio respiro. Dalla sua apertura ha collaborato con strutture pubbliche e private, con le università LUMSA, LUISS, e La Sapienza di Roma, con l'Accademia Nazionale di Danza e l'Accademia di Costume e Moda, con il Comune di Roma, con il I Municipio, con Einaudi e con diverse associazioni culturali, compagnie teatrali, ensemble musicali e artisti.

## Prospettive
Il Museo Arte Sacra San Giovanni de' Fiorentini è oggi diretto da monsignor Luigi Veturi con l'appoggio di una Commissione di Gestione prevista all'interno del Consiglio Pastorale della Parrocchia.
La struttura prevede più livelli di evoluzione a cominciare dalla costante organizzazione di eventi culturali, come la prossima serie di convegni sulla bioetica e concerti dedicati alle diverse famiglie di strumenti musicali.
È al vaglio un accordo per renderlo sede stabile di un'orchestra e scuola di musica, che proponga e promuova una nuova tecnica di suono della musica antica.
Sono state individuate nuove opere d'arte disperse o in deposito in strutture del centro storico, collegate a San Giovanni de' Fiorentini e agli sventramenti del fascismo che potrebbero ampliare l'esposizione del museo e arricchire la lettura di determinati luoghi e artisti barocchi attivi nella diocesi di Roma.
Continua perenne il lavoro di ricerca e individuazione dei pezzi in deposito meritevoli di restauro per una futura esposizione, e si è messo mano al progetto di ampliamento della struttura collegandola agli attigui locali della navata sinistra e mettendola a stretto contatto con l'Archivio Storico dell'Arciconfraternita dei Fiorentini.
Il Museo dei Fiorentini continua sempre più nella sua strada per divenire vero punto di riferimento del quartiere rinascimentale e barocco di Roma, proseguendo nella progettazione di eventi culturali e continuando a stupire per la sua preziosità il pellegrino straniero che vi capita per caso.
Il museo è attualmente chiuso.